# Bonyhádvarasd
Bonyhádvarasd es un pueblo ubicado en el distrito de Bonyhád, en el condado de Tolna, Hungría.

## Superficie
Posee una superficie de 10,45 kilómetros cuadrados.

## Demografía
Hasta 2019 la población era de 409 habitantes, con una densidad de población de 39,14 habitantes por kilómetro cuadrado.